# Beni Oulbane
Beni Oulbane là một đô thị thuộc tỉnh Skikda, Algérie. Dân số thời điểm năm 2002 là 20.977 người.